# 范雄
范雄（發音：[faːm˧˨ʔ hʊwŋ͡m˨˩]；1912年6月11日—1988年3月10日），越南共产党、越南民主共和国和越南社会主义共和国的主要缔造者和领导人之一。生于越南永隆省。
1928年参加南圻学生联合会和共产主义青年团。1930年加入印支共产党，1931年被法国殖民当局逮捕，被判处死刑，后改判无期徒刑，流放至昆仑岛监狱。1945年8月革命胜利后获释，长期在越南南方工作，1956年当选为中央政治局委员，1958年当选为党中央书记处书记。1958年4月被任命为政府副总理。1960年在越共“三大”再次当选中央政治局委员、书记处书记。1967年被派往南方，任中央南方局书记和南方解放武装力量政委。1975年11月任出席关于统一越南问题的政治协商会议的越南南方代表团团长。1976年2月当选为越南全国选举委员会副主席，7月任副总理兼国防委员会委员。1980年任内务部长。1981年7月任部长会议副主席。1986年在“六大”上当选中央政治局委员。1987年代替长期任总理的范文同任越南部长会议主席（总理），次年3月10日因病去世，在位不到1年，是至今越南在位最短的总理。

## 參看
- 越南总理